# Maireana decalvans
Maireana decalvans är en amarantväxtart som först beskrevs av Michel Gandoger, och fick sitt nu gällande namn av Paul G. Wilson. Maireana decalvans ingår i släktet Maireana och familjen amarantväxter. Inga underarter finns listade i Catalogue of Life.